# 墨学国际研讨会
墨学国际研讨会，是由中国墨子学会、山东大学與滕州市等最早联合发起，旨在促进国内外研究和弘扬墨学，与会人员主要是研究墨学的专家。
1991年6月，召开首届墨学研讨会。1992年10月，召开首属墨学国际研讨会暨中国墨子学会成立大会:108。

## 历届墨学国际研讨会

### 首届墨学国际研讨会暨中国墨子学会成立大会
- 时间：1992年10月6日－10日
- 地点：山东省滕州市
- 主办方：中国墨子学会、山东大学、滕州市
- 主要到会人员：费孝通、蔡尚思、杨向奎、任继愈、颜道岸、王学仲、张知寒
- 主要参与国家或地区：中国大陆、台湾、韩国、美国
- 主要议题：论墨学的当代价值
- 重要事件：
  - 10月6日下午，大会宣告“中国墨子学会”成立，并推举时任全国人大常委会副委员长费孝通担任学会首席名誉会长[1]:108。
  - 滕州火车站广场揭幕墨子铜像；滕州市的党政领导与山东大学议定，筹建墨子国际研究中心。

### 第二届墨学国际研讨会
- 时间：1994年8月18日－21日
- 地点：山东济南
- 主办方：中国墨子学会、山东大学、滕州市
- 主要到会人员：杨向奎、任继愈、颜道岸、褚斌杰
- 主要参与国家或地区：中国大陆、台湾、澳门、美国、日本、韩国
- 主要议题：
  - 一、《墨经》是古代自然科学的经验总结和积极创造；
  - 二、《墨经》中蕴含着中国逻辑学的文化基础和思维特点；
  - 三、墨子理论对人类面临“和平与发展”主题的解决应有启迪；
  - 四、墨子学说对当代社会经济的发展有着救助作用。

### 第三届墨学国际研讨会
- 时间：1997年8月20日－23日
- 地点：山东济南
- 主办方：中国墨子学会、山东大学、滕州市
- 主要到会人员：吴官正、王玉玺、李景、杨向奎、任继愈、颜道岸、潘承洞、张知寒
- 主要参与国家或地区：中国大陆、台湾、美国、日本、韩国、新加坡、瑞典
- 主要议题：关于墨家哲学与当代哲学；关于墨子的政治、经济、军事、科技及教育思想主张；墨子的语言逻辑。
- 重要事件：会议选举产生了中国墨子学会第二届理事会，会长：曾繁仁

### 第四届墨学国际研讨会
- 时间：1999年8月18日－20日
- 地点：山东滕州
- 主办方：中国墨子学会、山东大学、滕州市、山东省社会科学联合会、山东墨子基金会
- 主要到会人员：曾繁仁、王玉玺
- 主要参与国家或地区：中国大陆、台湾、美国、日本、韩国
- 主要议题：关于回顾、反思墨学复兴的百年历程；总结、探讨其中的成就与教训；展望、预测墨学在21世纪的前景与走向；挖掘、阐释墨子理论与主张对当前中国与世界的意义。
- 重要事件：全体与会者为张知寒先生默哀，以表彰他对墨学研究作出的不可磨灭的贡献。

### 第五届墨学国际研讨会
- 时间：2001年7月16日
- 地点：北京人民大会堂
- 主办方：中国墨子学会、山东大学、国防大学、滕州市
- 主要到会人员：赵南起、费孝通、任继愈、朱正昌、王玉玺、李景
- 主要参与国家或地区：中国大陆、台湾、美国、日本、韩国
- 主要议题：弘扬墨家军事思想，促进世界和平与发展事业。

### 第六届墨学国际研讨会
- 时间：2004年12月27日
- 地点：北京人民大会堂
- 主办方：中国墨子学会、中国工程院、山东大学、枣庄学院、滕州市
- 主要到会人员：何鲁丽、郝建秀、宋健、任继愈、张文治、杨斯德、李景
- 主要参与国家或地区：中国大陆、台湾、香港、澳门、美国、日本、韩国、马来西亚、俄罗斯
- 主要议题：弘扬墨子科技思想，促进人类共同发展。
- 重要事件：《墨子大全》出版发行首发式。